# ジェイコブ・ミンサー
ジェイコブ・ミンサー（Jacob Mincer、1922年 – 2006年8月21日）は、アメリカ合衆国の経済学者であり、労働経済学の父と呼ばれる。

## 経歴
- 1922年 ポーランドのトマソー（トマシュフ）に生まれる。
- 第二次世界大戦中はチェコとドイツのホロコーストを逃れた。
- 青年時代にアメリカに移る。
- 1950年 ジョージア州アトランタのエモリー大学でBA取得
- 1957年 コロンビア大学からにPh.Dを取得した。
- 1957年 - 1959年 シカゴ大学で博士号既得研究員として2年間送る。
- 1960年 ニューヨークの全米経済研究所（NBER）の研究員となる。
- 1962年 コロンビア大学の経済学教授となる（それ以後もシカゴ大学、エルサレムのヘブライ大学、ストックホルム経済学院の客員教授の期間を除き、コロンビア大学に在籍していた）。
- 1967年 アメリカ統計学会のフェローに選ばれる。
- 1975年 計量経済学会のフェローに選ばれる。
- 1977年 『レビュー・オブ・エコノミックス・アンド・スタティスティクス』の准編集長となる。
- 1979年 『エコノミックス・オブ・エデュケーション・レビュー』の准編集長となる。
- 1991年 コロンビア大学を退職。
- 2006年 死去。1960年から死ぬまでNBERの職員であった。

## 業績
- ミンサーは現代の労働経済学の父と呼ばれている。それは、コロンビア大学とシカゴ大学の指導的な学者としてゲーリー・ベッカーとともに人的資本論の実証的裏づけを行い、労働経済学に革命をもたらしたからだ。
- 1958年と1962年の論文では誰よりも先駆けて人的資本の概念を労働経済学に持ち込み、賃金格差を説明した。
- また1974年の著書Schooling, Experience and Earnings（『選別・経験・稼得』）において、人的資本理論を拡張して「給与関数 (earnings function)」と「overtaking」の概念にした。
- 1962, 1974, 1978, 1981年には女性の労働力参加・出生率と人口に関する研究を行ったが、これは現在家計の経済学に引き継がれている。
- また、いまでも賃金を人的資本の関数として計量的に計測する際はミンサー方程式が使用される。また学歴や仕事の経験は人的資本を測るものと考えられている。

## 受賞歴
- 1991年には稼得と不平等・女性の労働意思決定・労働移動性の経済学的分析を記念してシカゴ大学から名誉法学博士号が贈られた。
- また経済学への貢献を記念して、2002年には初のIZA(Institute for the Study of Labor, ドイツのボンに所在)労働経済学賞が贈られた。50,000ドルの報償は100人以上の学生から贈られた。